# DSA-242
La DSA-242 es una carretera perteneciente a la Red Secundaria de la Diputación Provincial de Salamanca que une la  SA-214  con la localidad de Puebla de San Medel.

## Origen y Destino
La carretera  DSA-242  tiene su origen en Puebla de San Medel en la intersección con la carretera  SA-214 , y termina en el casco urbano de Puebla de San Medel, en la intersección con la carretera  DSA-244 , formando parte de la Red de carreteras de Salamanca.